# Buccochromis lepturus
Buccochromis lepturus е вид бодлоперка от семейство Цихлиди (Cichlidae). Видът не е застрашен от изчезване.

## Разпространение
Разпространен е в Малави.

## Описание
На дължина достигат до 41,7 cm.
Популацията на вида е намаляваща.